# 何氏瘤腹蛛
何氏瘤腹蛛（学名：Ordgarius hobsoni）为园蛛科瘤腹蛛属的动物。分布于印度、斯里兰卡以及中国大陆的湖南等地。